# 維托·曼諾內
维托·曼诺内（義大利語：Vito Mannone；1988年3月2日—），意大利職業足球員，司職守門員，曾效力於法甲球隊里爾。

## 球員生涯
文路尼原本效力意大利球會阿特蘭大，在2005年夏天加盟阿仙奴。由於他在意大利時並沒有簽下職業合同，因此阿仙奴只需向阿特蘭大賠償35萬英鎊。
由於文路尼加盟阿仙奴時只有17歲，因此只在阿仙奴預備組上陣。文路尼在2005年7月16日首次為阿仙奴上陣，是役阿仙奴在熱身賽以4:1擊敗。2006年8月18日，曼諾尼外借至英冠的班士利3個月。10月23日，他因膝傷終止了租借，回到阿仙奴接受治療。
2007年12月19日，文路尼跟阿仙奴簽下一份職業合同。在2007至2008球季，他開始得到機會。在英格蘭聯賽盃的比賽中，文路尼擔任法比安斯基的後備。聯賽方面，文路尼在該季最後的數場賽事亦得到擔任後備機會。
在開始2008至2009賽季前，阿仙奴公佈球員的球衣號碼，文路尼得到在過去一季之正選門將艾蒙尼亞的24號球衣，阿蒙尼亞則繼承離隊的列文1號球衣。
2009/10賽季初，因正副選門將同因傷缺陣，文路尼取得上陣機會，2009年9月16日於歐聯分組賽首戰标准列日，於開賽僅5分鐘便失兩球，幸好球隊最終反勝3-2。期間雖然表現出色，9月26日作客富咸尤其精彩，但亦偶有大意失誤，他直到10月31日北倫敦打吡才退居副選返回後備席。2010年1月25日與阿仙奴續簽沒有透露年期的長約。
未有機會上陣的文路尼於2010年10月18日獲外借到降班返回英冠的侯城直到來年1月，期間上陣7場；12月28日主場迎戰雷丁，文路尼救出主射的十二碼，但於完場前英雄變罪人，他在撲救的自由球直接送交門前的被射入扳平1-1；同場觸傷大腿而提前結束借用返回酋長球場。2011年1月7日文路尼再被外借返回侯城直至球季結束。3月5日復出首戰作客1-0擊敗諾定咸森林，但賽後大腿舊患復發，需要接受掃描以查明原因，其後證實再次觸傷上大腿舊患，預計缺陣三至四星期。
2013年7月3日，英超新特蘭從阿仙奴簽入文路尼，轉會費金額沒有公佈，合約為期兩年。2017年夏天，文路尼以207萬英鎊的轉會費從新特蘭加盟雷丁。2019年2月11日，文路尼外借加盟
美職聯球隊明尼蘇達聯。

## 國家隊生涯
2009年11月十三日, 曼諾內在義大利U21對上匈牙利U-21首次亮相，並且在2011年歐洲U-21足球錦標賽資格賽踢了七場比賽。

## 外部連結
- 足球数据库：文路尼的球员统计数据
- 新特蘭官方 文路尼檔案
- 阿仙奴官方 文路尼檔案